# You Belong to the City
You Belong to the City is een nummer van de Amerikaanse Eagles-gitarist Glenn Frey uit 1985. Het nummer staat op de soundtrack van de televisieserie Miami Vice. Op 15 november van dat jaar werd het nummer wereldwijd op single uitgebracht.

## Achtergrond
De plaat werd een grote hit in Noord-Amerika en wist in Frey's thuisland de Verenigde Staten de 2e positie te behalen in de Billboard Hot 100. In Canada werd de 6e positie bereikt, in Australië de 20e en in Nieuw-Zeeland de 46e.
In Europa had de plaat minder succes; in Frankrijk werd slechts de 63e positie behaald en in het Verenigd Koninkrijk een bescheiden 94e positie in de UK Singles Chart. In Ierland werd de 26e positie bereikt.
In Nederland was de plaat op donderdag 5 december 1985  TROS Paradeplaat op vanaf dan Radio 3 en werd een radiohit op de nationale publieke popzender. Desondanks werd de Nederlandse Top 40 niet bereikt en bleef de plaat steken op de 11e positie in de Tipparade. Wél werd een 37e positie bereikt in de Nationale Hitparade en stond totaal 3 weken in de hitlijst genoteerd. In de Europese hitlijst op Radio 3, de TROS Europarade, werd géén notering behaald.
In België behaalde de plaat géén notering in beide Vlaamse hitlijsten en de Waalse hitlijst.